# Schönbach (Colditz)
Schönbach ist ein Ortsteil der Stadt Colditz im Landkreis Leipzig in Sachsen. Die Gemeinde Schönbach mit ihrem Ortsteil Zschetzsch wurde am 1. März 1991 mit Sermuth zur Gemeinde Sermuth-Schönbach zusammengeschlossen, die im Rahmen einer Gebietsreform am 1. Januar 1994 der Gemeinde Großbothen zugeordnet wurde. Mit der Auflösung der Gemeinde Großbothen kam Schönbach am 1. Januar 2011 als einer der vier südlichen Ortsteile zur Stadt Colditz.

## Geographie

### Geographische Lage und Verkehr
Schönbach befindet sich nordwestlich der Stadt Colditz. Der Ort befindet sich zwischen dem Glastener Forst (Quellgebiet der Parthe) im Westen, dem Colditzer Forst im Süden und der Zwickauer Mulde im Osten. Der „Kiessandtagebau Sermuth I“ liegt nordöstlich und der „Kiessandtagebau Sermuth II“ östlich von Schönbach. Der durch den Ort fließende Leitenbach mündet ein kleines Stück unterhalb des Zusammenflusses von Zwickauer Mulde und Freiberger Mulde in die Vereinigte Mulde.
Durch Schönbach verläuft die Bundesstraße 107, südlich des Orts im Colditzer Forst die Bundesstraße 176. Östlich von Schönbach befindet sich die Trasse der stillgelegten Bahnstrecke Glauchau–Wurzen (Muldentalbahn).

### Nachbarorte
|         | Großbothen, Leisenau                        |                            |
| Glasten | Kompassrose, die auf Nachbargemeinden zeigt | Sermuth (Flur Großsermuth) |
|         | Colditzer Forst (zu Colditz)                | Zschetzsch                 |

## Geschichte

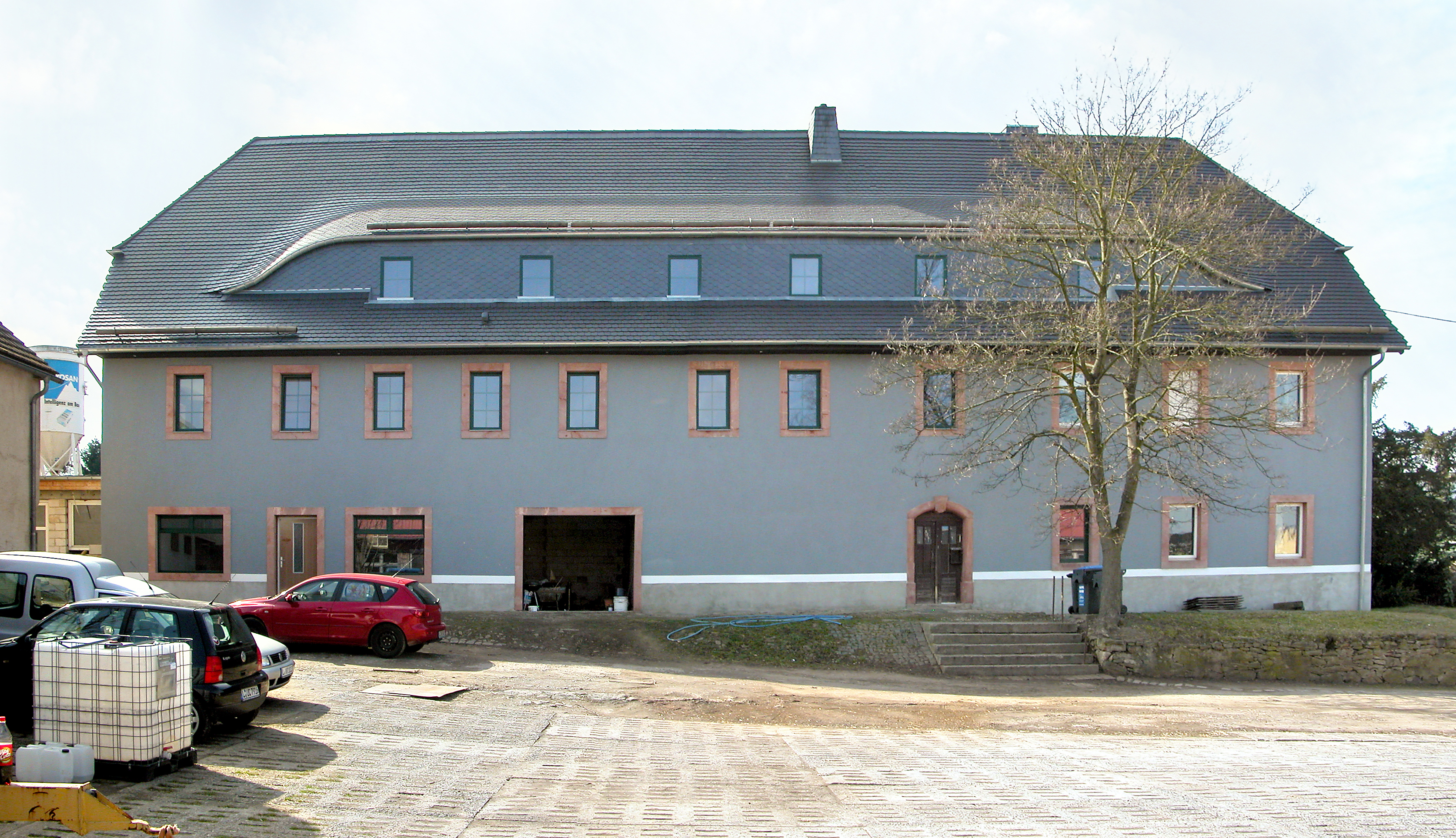
Rittergut Schönbach, Herrenhaus

Am 21. April 1306 wurde das als deutsche Siedlung gegründete Straßenangerdorf Schönbach erstmals urkundlich als Schonenbach erwähnt. Seit 1386 gehörte es zur Herrschaft Colditz. Bezüglich der Grundherrschaft gehörte ein Anteil von Schönbach als Amtsdorf zu dieser, der andere gehörte zum 1548 erstmals erwähnten Rittergut Schönbach. Ab dem 17. Jahrhundert war das Rittergut Schönbach nacheinander im Besitz der Familien von Ziegesar, von Lüttichenau und Friedrich. Im Jahr 1837 kam es in den Besitz von Christiane Dorothea Kunze, welcher 1850 Julius Albert Ehlich folgte.
Schönbach gehörte bezüglich der Grundherrschaft bis 1856 zum kurfürstlich-sächsischen bzw. königlich-sächsischen Amt Colditz. Bei den im 19. Jahrhundert im Königreich Sachsen durchgeführten Verwaltungsreformen wurden die Ämter aufgelöst. Dadurch kam Schönbach im Jahr 1856 unter die Verwaltung des Gerichtsamts Colditz und 1875 an die neu gegründete Amtshauptmannschaft Grimma. Mit zunehmender Industrialisierung siedelten sich im 19. Jahrhundert Fabrikarbeiter in Schönbach an, die meist in Colditz Arbeit fanden. Das Rittergut Schönbach kam im Jahr 1901 an Franz Eduard Vettermann und ab 1910 an die Familie Bellmann, welche im Zuge der Bodenreform in der Sowjetischen Besatzungszone ab 1945 enteignet wurde.
Am 1. Juli 1950 wurde die bis dahin eigenständige Gemeinde Zschetzsch nach Schönbach eingegliedert. Durch die zweite Kreisreform in der DDR im Jahr 1952 wurde die Gemeinde Schönbach dem Kreis Grimma im Bezirk Leipzig angegliedert, der im Jahr 1990 als sächsischer Landkreis Grimma fortgeführt wurde und 1994 im Muldentalkreis bzw. 2008 im Landkreis Leipzig aufging. Am 1. März 1991 schlossen sich die Gemeinden Sermuth und Schönbach zur Gemeinde Sermuth-Schönbach zusammen, welche sich am 1. Januar 1994 im Rahmen einer Gebietsreform mit den Gemeinden Großbothen, Kössern und Leisenau zur Großgemeinde Großbothen zusammenschloss. Bei der Auflösung der Gemeinde Großbothen kam Schönbach am 1. Januar 2011 mit den drei weiteren südlichen Ortsteilen – Sermuth, Leisenau und Zschetsch zur Stadt Colditz. Das Herrenhaus des Ritterguts Schönbach wurde seit 2008 saniert und befindet sich in der Gegenwart in Privatbesitz.

### Entwicklung der Einwohnerzahl
| Jahr    | Einwohnerzahl                               |
| ------- | ------------------------------------------- |
| 1548/51 | 35 besessene Mann, 32 Inwohner, 29 Hufen    |
| 1764    | 38 besessene Mann, 34 Häusler, 29 1/3 Hufen |
| 1834    | 484                                         |
| 1871    | 605                                         |

| Jahr | Einwohnerzahl |
| ---- | ------------- |
| 1890 | 656           |
| 1910 | 612           |
| 1925 | 668           |
| 1939 | 712           |

| Jahr   | Einwohnerzahl |
| ------ | ------------- |
| 1946   | 894           |
| 1950 1 | 1025          |
| 1964 1 | 850           |
| 1990 1 | 703           |

## Sehenswürdigkeiten

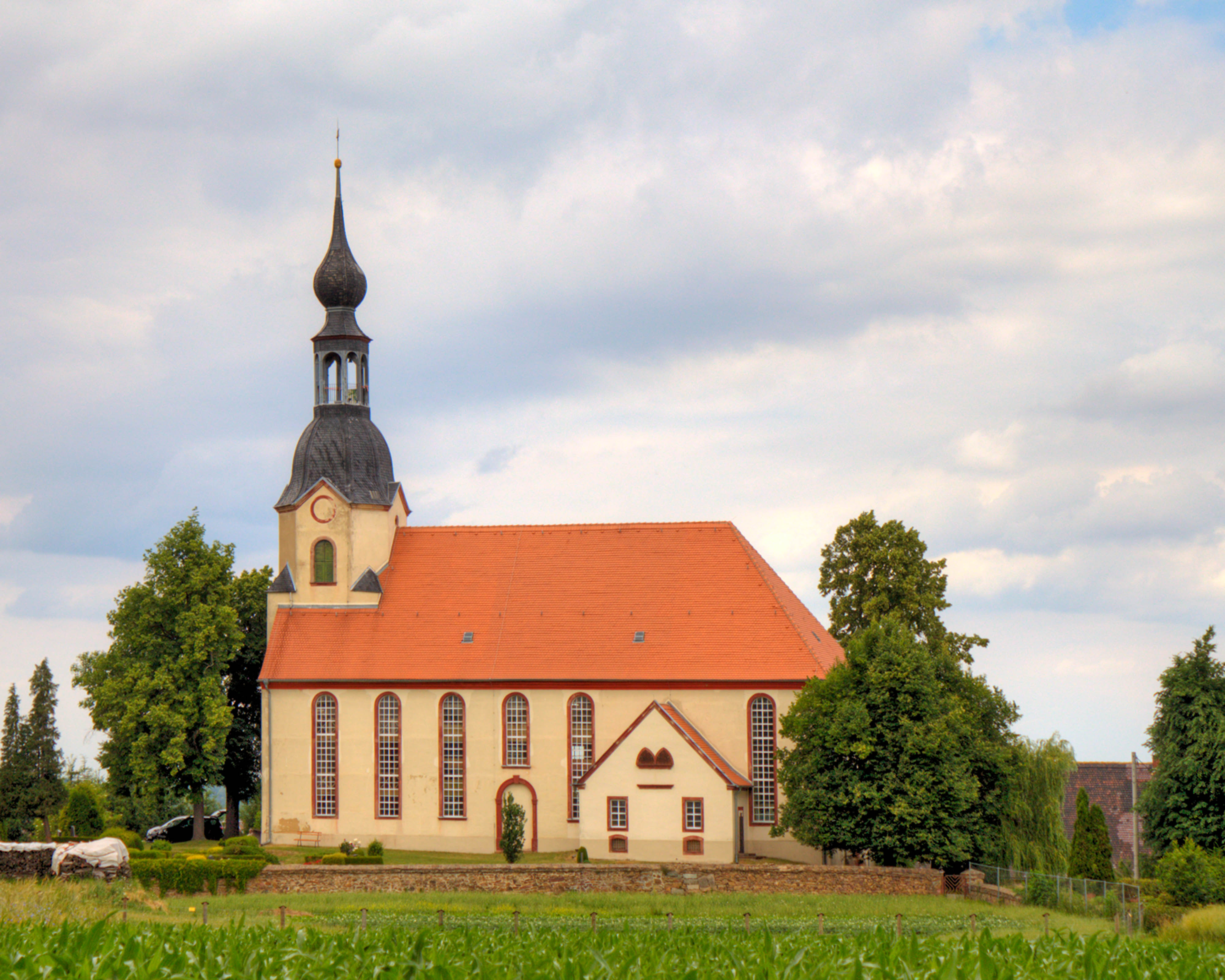
Kirche Schönbach (Colditz)

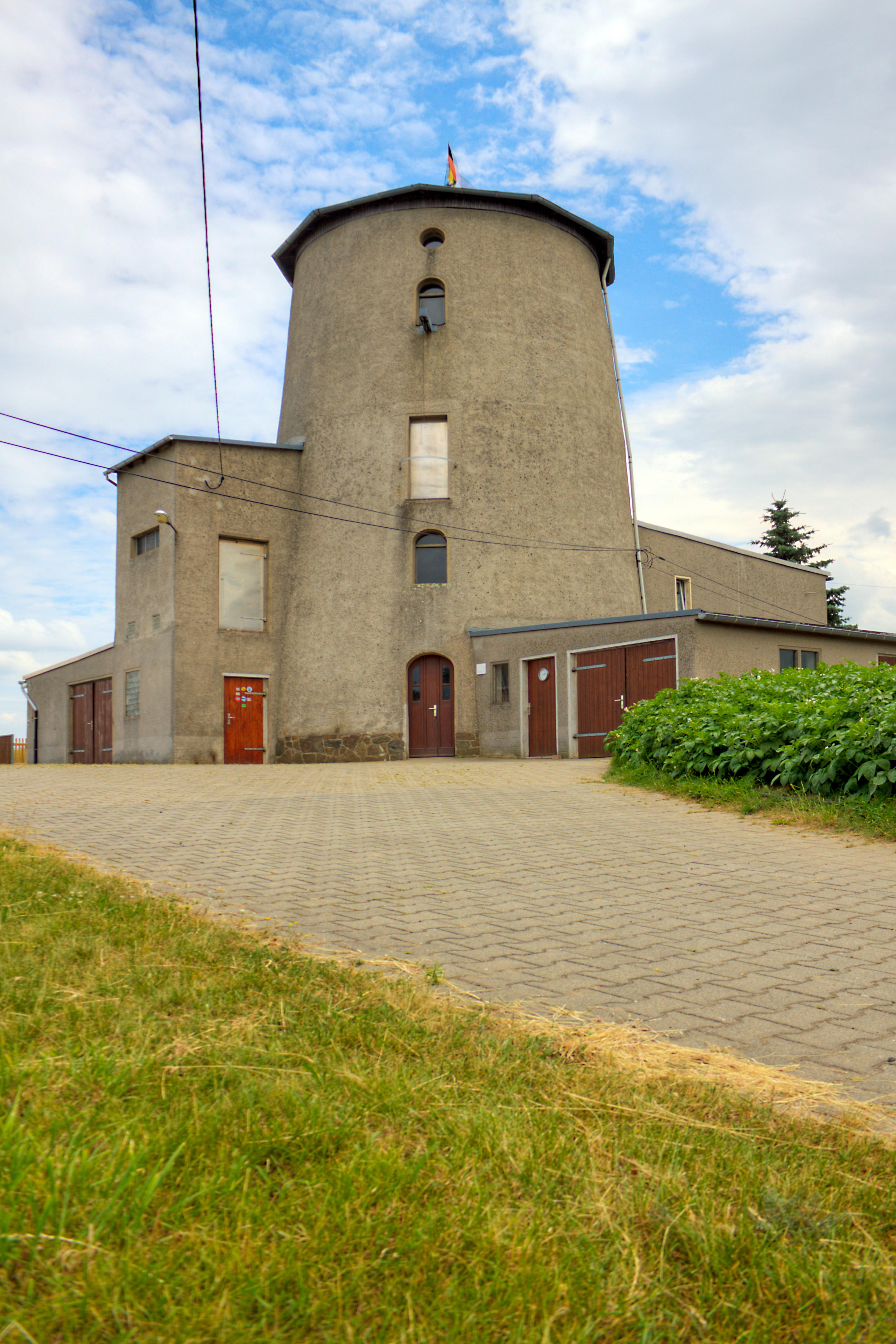
Schönbacher Windmühle

### Bergkirche
Die auf einer Anhöhe gelegene Bergkirche Schönbach wurde im Jahr 1812/13 in ihrer heutigen Form durch den Anbau eines großen Kirchensaals an den Chorturm des 13./14. Jahrhunderts errichtet. Eine Restaurierung erfolgte im Jahr 1901. Das Bauwerk ist ein verputzter Bruchsteinbau mit geradem Chorschluss und querschiffartigen Anbauten im Norden und Süden. Hohe Rundbogenfenster erhellen das Innere. Der Turm schließt mit gedrungenem Glockengeschoss und offener Laterne.
Das Innere ist flach gedeckt; die Decke wurde im Jahr 1901 von Urbig aus Bad Lausick mit christlicher Symbolik bemalt. Emporen sind an drei Seiten angebracht; in den Anbauten zu beiden Seiten des Chorraums sind die Logen der Rittergüter Schönbach, Leisenau und Kötteritzsch eingebaut, darunter die Grüfte. Der schlichte Kanzelaltar stammt aus der Zeit um 1820. Der Taufstein mit reicher Ornamentik entstand um 1890. Der alte romanische Taufstein steht in der Turmhalle. Die Orgel ist ein Werk von Schmeisser aus Rochlitz.

### Weitere Sehenswürdigkeiten
- Turmwindmühle, 1880 als Windradmühle erbaut, 1899 dann als zehnflüglige (!), 1932 als fünfflüglige Windmühle in Betrieb, dann Umstellung auf andere Energien.
- Korbmuseum, mit ca. 1000 Ausstellungsstücken die größte Sammlung ihrer Art in den neuen Bundesländern

## Veranstaltungen
- Schönbacher Straßenlauf
- Pokalwettkampf der Freiwilligen Feuerwehr
- Drachenfest auf dem Drachenberg
- Rassegeflügelzuchtausstellung Sächsische Krone
- Schönbacher Weihnachtsmarkt